# 高屋町白市
高屋町白市（たかやちょうしらいち）とは、広島県東広島市の町名。全域で住居表示未実施である。

## 概要
安芸平賀氏が居城としていた白山城があり、その城下町として発展してきた。江戸時代には交通の要衝となり、牛馬市が開かれていた。現在でも旧木原家住宅など、伝統的な瓦葺きの町家が立ち並び、白市の町並みとしても知られる。

## 交通

### 鉄道
町内に鉄道路線は通っていない。最寄り駅はJR山陽本線の白市駅である。

### バス
芸陽バスが町内を走るバス路線を運行している。
- 西条駅・西高屋駅 - 白市駅
- 高屋東工業団地・ネオポリス北 - 白市駅 - 河内IC - 広島空港
- ネオポリス北 - 白市駅 - 大内原 - 広島空港

### 道路

#### 一般地方道
- 広島県道348号小田白市線
- 広島県道351号造賀田万里線

## 施設・名所など
- 高屋東保育所
- 東広島市立高屋東小学校
- 白山城跡
- 旧木原家住宅
- 養国寺
- 西福寺

## 学区
公立小・中学校に通学する場合、高屋東小学校および高屋中学校に通学することになる。

## 世帯数・人口
2024年9月末での世帯数は711世帯、人口は1673人である。